# Pipecuronium bromide
Pipecuronium (Arduan) là một thuốc giãn cơ aminosteroid lưỡng tính  ngăn chặn các thụ thể acetylcholine nicotinic  tại ngã ba thần kinh cơ. Nó cũng là một chất đối kháng của thụ thể muscarinic M2 và M3  và là tác nhân ngăn chặn thần kinh cơ mạnh nhất của lớp aminosteroid.  
Nó được bán dưới tên thương mại Arduan và Pycuron.